# Overbrengingsverhouding

Animatie van het snelheidsverschil bij tandwielen van verschillende grootte. De overbrengingsverhouding (ratio) bedraagt 28/10 ofwel 2,8:1 (het kleine tandwiel draait 2,8 maal sneller dan het grote)

De overbrengingsverhouding is de verhouding (ratio) van de omwentelingen van tandwielen of poelies in de aandrijving van voertuigen, machines en werktuigen.

## Het principe
De verhouding wordt bepaald door het aantal tanden c.q. de omtrek of de diameter van de tandwielen of poelies. Een hoge verhouding geeft meer trekkracht, een lage geeft meer snelheid (bij het tweede wiel). Het doel van een overbrenging is snelheid om te zetten in kracht of vice versa.

Of in formulevorm:
{\displaystyle i={\frac {\omega _{1}}{\omega _{2}}}={\frac {n_{1}}{n_{2}}}={\frac {z_{2}}{z_{1}}}={\frac {T_{2}}{T_{1}}}={\frac {D_{2}}{D_{1}}}={\frac {r_{2}}{r_{1}}}}
met: 

{\displaystyle i}: overbrengingsverhouding (dimensieloos)
{\displaystyle \omega }: hoeksnelheid (rad/s)
{\displaystyle n}: toerental (omwentelingen/min)
{\displaystyle z}: aantal tanden (dimensieloos)
{\displaystyle T}: koppel (Nm)
{\displaystyle D}: diameter (m)
{\displaystyle r}: straal (m)

## Voorbeeld

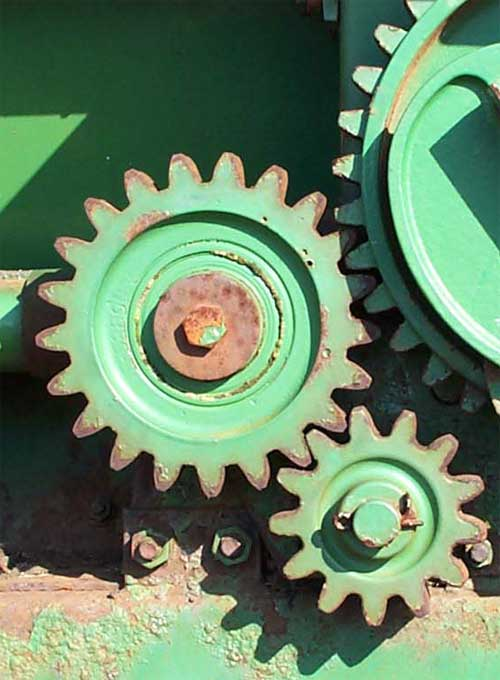
Tandwieloverbrenging op een landbouwmachine
De totale overbrengingsverhouding van de 3 tandwielen bedraagt 42/13 = 1:3,23 (zie tekst)

Op de foto aan de rechterzijde is te  zien dat het eerste kleine tandwiel 13 tanden heeft, terwijl het tweede (iets grotere) 21 tanden heeft. De verhouding (ratio) is 21/13, (1,62/1) oftewel: een overbrengingsverhouding van 1,62.
Dit betekent dat het kleine tandwiel 1,62 omwentelingen (toeren) moet maken om het tweede tandwiel 1 omwenteling te laten maken. Andersom geldt dat wanneer het kleinste maar 1 omwenteling maakt het tweede slechts 1/1,62 of 0,62 omwenteling maakt.
Het tweede tandwiel draait langzamer dan het eerste, maar levert wel meer koppel als gevolg van de grotere diameter.
Stel nu dat het derde, grootste tandwiel (deels zichtbaar) 42 tanden heeft dan is de ratio tussen tandwiel twee en drie dus  42/21 oftewel 2. De totale ratio tussen het eerste, via het tweede naar het derde is dus: 1,62 x 2 = 3,23. In de praktijk betekent dit dat voor elke 3,23 omwenteling van het kleinste tandwiel, het grootste één omwenteling maakt. Een totale ratio van 1:3,23.
In de berekening hoeft het tweede tandwiel niet genoemd te worden omdat dit in directe verbinding staat met beide andere, in dit geval is alleen de ratio van het samenstel van de drie tandwielen van belang: 42/13 = 1:3,23. Het koppel is hierdoor nogmaals toegenomen.

## Toepassing bij motorvoertuigen
Bij motorvoertuigen zijn er in de aandrijflijn, in het simpelste voorbeeld, 3 plaatsen waar overbrengingsverhoudingen toegepast worden;
1: De versnellingsbak
- Een versnellingsbak heeft zich meerdere tandwielen die, gecombineerd met elkaar, een groot snelheidsbereik mogelijk maken.

In dit geval nemen we als voorbeeld een Volvo Amazon die is voorzien van een type M40 versnellingsbak die de volgende ratio's heeft:
| Versnelling | Ratio  |
| ----------- | ------ |
| 1e Versn.   | 3,13:1 |
| 2e Versn.   | 1,99:1 |
| 3e Versn.   | 1,36:1 |
| 4e Versn.   | 1,00:1 |
| Achteruit   | 3,25:1 |
- De motor is verbonden met de ingaande as van de versnellingsbak.

In de 1e versnelling maakt de motor (volgens de bovenstaande tabel) 3,13 omwentelingen voor 1 omwenteling van de uitgaande as van de versnellingsbak, in de 2e versnelling 1,99 enzovoort.
In de 4e versnelling betekent 1,00:1 dat de ingaande- net zo snel draait als de uitgaande as. Dit heet een prise directe.
2: Het differentieel -
- De uitgaande as van de versnellingsbak is verbonden met een differentieel dat op zijn beurt de wielen aandrijft. In dit differentieel bevindt zich, onder meer de eindoverbrenging die wordt gevormd door het pignon en het kroonwiel. Tezamen vormen deze ook een ratio.

Genoemde Volvo heeft in het differentieel een ratio van 4,10:1. Dit betekent dat voor elke 4,10 omwenteling van de uitgaande as van de versnellingsbak de wielen 1 omwenteling maken.
De differentieel ratio wordt vermenigvuldigd met de versnellingsratio dus moet de motor, per versnelling, het volgende aantal omwentelingen maken voor 1 wielomwenteling:
| Versnelling | Motoromwentelingen | Wielomwenteling |
| ----------- | ------------------ | --------------- |
| 1e Versn.   | 12,83              | 1               |
| 2e Versn.   | 8,16               | 1               |
| 3e Versn.   | 5,58               | 1               |
| 4e Versn.   | 4,10               | 1               |
| Achteruit   | 13,33              | 1               |
 3: De wielen / banden 

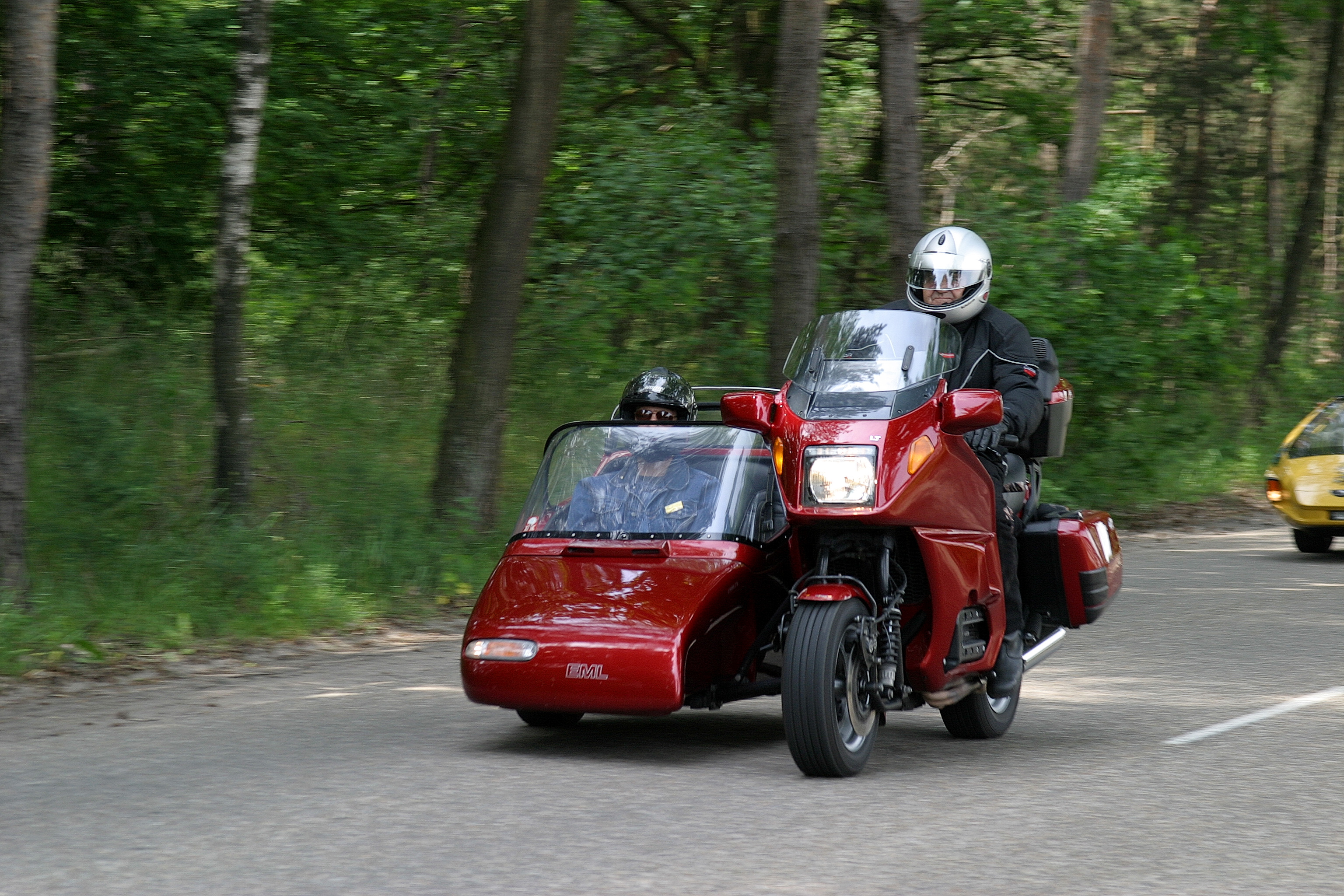
Een zijspancombinatie zou in de hoogste versnelling het maximum toerental niet halen, door het gewicht en de luchtweerstand van het zijspan. Dit wordt opgelost door de toepassing van autobanden, die een kleinere diameter hebben en daardoor een lagere gearing opleveren. De snelheid wordt ingeleverd ten behoeve van de trekkracht.

- De wielen met banden zijn de derde -en laatste- schakel in de overbrenging van het motortoerental.

Hoe kleiner de diameter van het wiel met band is des te lager is de verhouding, omgekeerd; hoe groter de diameter, des te hoger is ook de verhouding.
De Volvo is standaard voorzien van banden met de maat 165/75/R15
Deze hebben een omtrek (of ook wel afrolmaat genoemd) van 197 cm. Per wielomwenteling legt de auto dus 1,97 meter af.- 

### Rekenvoorbeelden
Nu kunnen we met gebruikmaking van de onderstaande vier gegevens van deze auto een drietal waarden berekenen, in een bepaalde versnelling bij een bepaald aantal toeren van de motor.
De gegevens die hiervoor bepalend zijn:
- motortoerentalmin.,
- versnellingsbak ratio's,
- eindoverbrenging ratio (in het differentieel),
- wiel/bandomtrek,

1 Afgelegde afstand berekenen
De afstand die de auto aflegt per (één) omwenteling van de motor.
Wanneer we, volgens onderstaande formule, de omtrek van de band delen door de gecombineerde ratio van de eindoverbrenging en de gekozen versnelling.
{\displaystyle {\text{Afstand}}={\frac {\text{Wielomtrek}}{{\text{versn.ratio}}\times {\text{diff.ratio}}}}}
2 Snelheid berekenen
Het is ook mogelijk de te bereiken snelheid te berekenen bij elke gekozen bandenmaat. Wanneer we, volgens onderstaande formule, de omtrek van de band vermenigvuldigen met het toerentalmin. van de motor en vervolgens delen door de gecombineerde ratio van de eindoverbrenging en de gekozen versnelling.
{\displaystyle {\text{Snelheid}}={\frac {{\text{Wielomtrek}}\times {\text{Motortoerental}}}{{\text{versn.ratio}}\times {\text{diff.ratio}}}}}
Voor de bovengenoemde Volvo komen we dan op de volgende (afgeronde) waarden:
| Versnelling | Afstand per 1 omw. van de motor | Snelheid bij 1.000 toeren/minuut |
| ----------- | ------------------------------- | -------------------------------- |
| 1e          | 15 cm                           | 9 km/u                           |
| 2e          | 24 cm                           | 15 km/u                          |
| 3e          | 35 cm                           | 21 km/u                          |
| 4e          | 48 cm                           | 29 km/u                          |

3 Theoretische topsnelheid berekenen
De Volvo motor heeft een maximaal haalbaar toerental van ±5.400 toerenmin.
De theoretische topsnelheid in de 4e versnelling, zou dus 5,4 × 29 km/u = 157 km/u bedragen. In de praktijk echter zal deze snelheid niet altijd worden bereikt, omdat de invloed van rol- en luchtweerstand in deze berekening niet is meegenomen. In de meeste situaties zal de motor onvoldoende vermogen hebben om het koppel te leveren dat nodig is voor deze (theoretische) snelheid.
In bovengenoemd voorbeeld gaan we uit van een Volvo met 4 versnellingen. Bij voertuigen met 5 of meer versnellingen is vaak een overdrive ratio toegepast. Hierbij heeft de 5e versnelling een ratio van bijvoorbeeld: 0,84:1. De motor draait slechts 0,84 toeren/minuut voor elke omwenteling van de uitgaande as. Het toerental van de motor is laag en dat is brandstofbesparend. Erg veel trekkracht (koppel) ontwikkelt het voertuig dan niet.

## Praktische toepassingen

### Motor/autosport

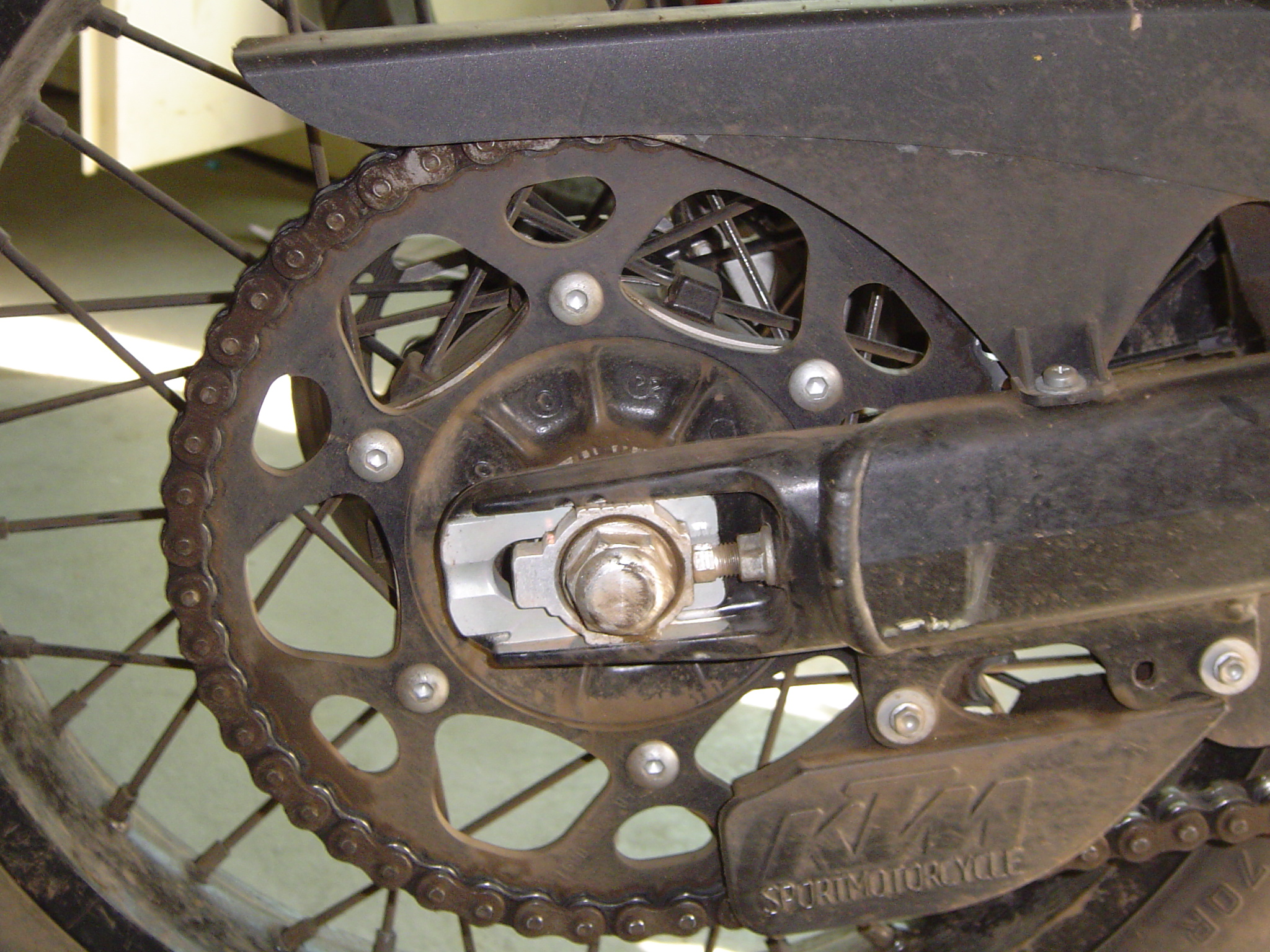
Typisch voor een terreinmotor is een groot achtertandwiel. Deze motorfietsen hebben immers meer behoefte aan trekkracht dan aan snelheid.

- Terwijl bij de meeste auto's en motorfietsen de verhouding vaststaat, moet deze in de autosport en de motorsport vaak aangepast worden aan het circuit.
  - Bij circuits waar geen hoge topsnelheid gehaald kan worden kan de motor zijn maximum toerental in de hoogste versnelling niet halen, daardoor gaat vermogen verloren. Men past de verhouding dan aan. Racemotorfietsen en raceauto's worden vaak geleverd met een versnellingsbak van het cassette-type. Hierbij kan het hele binnenwerk (de tandwielen, hoofdas en secundaire as) in één keer verwijderd en vervangen worden om eenvoudig en snel de gewenste overbrengingsverhouding, door het aanpassen van de tandwielen, te bereiken.

Een goedkopere, maar minder effectieve manier bij auto's is door de versnellingsbak ongemoeid te laten, maar de eindoverbrenging (het differentieel) aan te passen. Bij motorfietsen is hetzelfde eenvoudig te bereiken door de tandwielen van de kettingaandrijving te vervangen.

### Reductie- of Tussenbak
- Terreinauto's, (oudere) vrachtauto's (zoals bijvoorbeeld de Diamond T M-20[3]) en tractoren hebben vaak een tweede, kleine versnellingsbak, ook wel reductiebak genoemd, met slechts twee of drie overbrengverhoudingen: hoge gearing, (eventueel) midden gearing en lage gearing.
  - Op de verharde weg rijdt het voertuig in de hoge gearing en een relatief hoge topsnelheid.
  - In het terrein, een rit bergopwaarts, of in andere omstandigheden waarbij veel kracht gewenst is, wordt de lage gearing gebruikt en neemt men de, als gevolg hiervan lagere topsnelheid, voor lief.

### Two-speed
- Bij vrachtauto's en autobussen komt behalve de voornoemde tussen- of reductiebak ook vaak een constructie voor die "two-speed" genoemd wordt. In dat geval zijn er in het differentieel twee eindoverbrengingen (ratio's) gemonteerd waartussen naar believen geschakeld kan worden.

Vrachtauto's die speciaal ontworpen zijn om veel trekkracht te ontwikkelen worden vaak voorzien van een combinatie van een reductiebak en two speed zoals bijvoorbeeld bij de Thornycroft Mighty Antar. Deze heeft als gevolg hiervan 24 versnellingen en slechts een topsnelheid van ± 45 km/u maar enorm veel trekkracht.

## Variabele overbrengingsverhoudingen
Zie hiervoor:
- Continu variabele transmissie
- Variomatic